# Kivu Lacus
Der Kivu Lacus – der Name ist lateinisch – ist ein Methansee auf dem Saturnmond Titan. Namensgebend ist der Kivu-See in Ruanda und der Demokratischen Republik Kongo. Dieser außerirdische See hat einen Durchmesser von 77,5 Kilometern und befindet sich bei 87 N / 121 W.